# Deutscher Republikanischer Pfadfinderbund
Der Deutsche Republikanische Pfadfinderbund (DRP) war zwischen 1927 und 1933 eine deutsche republikanisch orientierte Pfadfinderorganisation.

## Geschichte
Die Gründung erfolgte 1927 nach Querelen und Abspaltungen innerhalb der Pfadfinderbewegung und unter Einbeziehung ehemaliger Mitglieder der Deutschen Freischar sowie der Neu- und Ringpfadfinder. Treibende Kraft und Bundesleiter war bis zur Auflösung 1933 Hans L. Reineke. Gründungspaten waren nach Reinekes Aussagen unter anderen Theodor Haubach und Adolf Reichwein.
Der Bund gehörte dem Deutschen Scoutverband und dem Reichsausschuß deutscher Jugendverbände an. Er nahm 1929 am Weltjamboree teil. Er stand dem Deutschen Republikanischen Studentenbund nahe. In den Großstädten hatte er schnell Zulauf. Er umfasste schließlich mehrere tausend Mitglieder in 120 Ortsgruppen. Der Bund war republikanisch gesinnt und hatte einen hohen Prozentsatz von jüdischen Mitgliedern.
Die Prägung und Ausrichtung des Bundes fußte maßgebend auf Reinekes Klassen- und Kriegserfahrungen. Er bejahte einen deutschen demokratisch verfassten Volksstaat im gemeinsamen Kulturraum Europa und war von der Respektierung eines globalen „Menschentums“ überzeugt.
„...In Ablehnung jeden militärischen Drills, sich gegen jede Nachäffung militärischer Äußerlichkeiten wendend, will der Bund den romantischen Sinn, der in jedem Jungen steckt, wecken und in die richtigen Bahnen lenken. Ein neues Rittertum der Gesinnung soll die Jungen zu Treue, Selbstzucht und Hilfsbereitschaft begeistern; in jedem Kameraden soll der Pfadfinder seinen Bruder erblicken, ohne jede Schranke der Rasse, der Klasse oder der Religion.“
Der Bund hatte seinen Sitz in den Räumen von Reinekes Unternehmen in einem Fabrikgebäude, der St. Georgsburg in Hamburg und gab die monatliche Zeitschrift „Des neuen Deutschlands Pfadfinder“ heraus. Und auch ein Bundeslied wurde 1928 aus der Taufe gehoben.
Diese republikanisch sowie jüdische Ausrichtung war in der Weimarer Zeit eher ungewöhnlich. Hiervon zeugen Aussagen von jugendlichen Mitgliedern wie Arnold Paucker, der später emigrieren musste. Oder Franz Bobzien sowie Ferdinand Buhk, der in der Nazi-Haft ermordet wurde.
„Bejahung der Republik, das bedeutet nicht Stagnation, bedeutet nicht Stillstand, das bedeutet Arbeit und wieder Arbeit, Beispiel und Hingabe in heißer Liebe an diese Republik, die unserer Art, unseres Blutes wegen, Unsere Republik, unser Vaterland ist und die […] einen ungeheueren Fortschritt gegen früher bedeutet.“
Arnold Paucker: 
„… ehemalige Mitglieder des DRPb waren im deutschen Widerstand und jüdische aber auch nichtjüdische waren im Krieg in der Britischen Armee. Ich habe nicht vergessen, wie wir uns einmal im Wachtturm eines Armee-Lagers bei Cairs versammelten, um die Lieder unserer Bünde […] zu singen – 20 deutsch-jüdische oder deutsche britische Soldaten. Wir endeten mit ‚Wacht auf Verdammte dieser Erde‘ […] – man stelle sich das vor, Freiwillige in der Britischen Armee.“
Als der DRP im April 1933 verboten wurde, arbeiteten manche Mitglieder des Bundes jedoch in der Illegalität weiter, so etwa der Heimatforscher Herbert Rathmann aus Reinbek, der später als politisch Verfemter ein sogenanntes Bewährungsbataillon überlebte, oder Werner Philip, der fliehen konnte und nach Kriegsende als britischer Soldat nach Hamburg zurückkehrte.

## Nachwirken
Nach dem Weltkrieg bemühte sich Reineke zusammen mit verbliebenen Freunden um das Wiedererstehen eines demokratischen Pfadfinderwesens in der jungen Bundesrepublik. Mit Karl Julius (Kajus) Roller vom Bund Deutscher Pfadfinder (BDP) gab es einen regen brieflichen Austausch. Und schon im Sommer 1951 konnte eine deutsche Gruppe durch Vermittlung des dänischen Pfadfinderfreundes Arne Rosenhoff aus Roskilde und unter Leitung des Ehemaligen Henry Winterberg am Jamborette in Sola bei Stavanger in Norwegen teilnehmen. So entstand schon in den ersten Nachkriegsjahren durch alte Freundes-Verbindungen in Europa auch die laizistische Pfadfinderbewegung in Deutschland neu.